# Komunistická strana Vietnamu
Komunistická strana Vietnamu je zakládající a vládnoucí strana Vietnamské socialistické republiky s komunistickou ideologií. Ačkoli existuje ve Vietnamu ještě Vietnamská vlastenecká fronta a další strany, Komunistická strana si udržuje kontrolu nad státem, armádou a médii, její nadřazenost pak zaručuje článek 4 vietnamské ústavy. Strana byla založena Ho Či Minem v roce 1930 a od roku 1954 byla vládnoucí stranou Severního Vietnamu a poté po převzetí moci v Jižním Vietnamu v roce 1975 v celém Vietnamu. Ovládá vietnamské lidové ozbrojené síly.
Strana je organizována na základě demokratického centralismu, principu koncipovaného Vladimirem Leninem. Nejvyšším orgánem strany je národní kongres, který volí členy ústředního výboru strany. Ústřední výbor volí politbyro strany, sekretariát strany a také prvního tajemníka, což je nejvyšší stranický úřad. K roku 2020 má politbyro 19 členů a generálním tajemníkem strany je Nguyễn Phú Trọng, bývalý vietnamský prezident.
Vietnamská média a občané mohou stranu označovat jako Đảng („strana“) nebo Đảng Ta.